# Humphrey Hume Wrong
Humphrey Hume Wrong (10 septembre 1894 - 24 janvier 1954) est un historien canadien, professeur, diplomate de carrière et ambassadeur du Canada aux États-Unis.

## Jeunesse
Wrong est le petit-fils du chef du Parti libéral Edward Blake et le fils de l'historien George MacKinnon Wrong. À l'âge de cinq ans, il subit la perte d'un œil dans un accident .
Hume Wrong obtient son diplôme d'études secondaires au Ridley College et est diplômé de l'Université de Toronto où il rejoint la Kappa Alpha Society. Pendant la Première Guerre mondiale, Wrong sert dans le Corps expéditionnaire britannique où il est envoyé au front avant d'être déclaré invalide. Après la guerre, il fréquente l'Université d'Oxford pour des études supérieures et, en 1921, devient professeur d'histoire à l'Université de Toronto.
Hume est le frère de l'éducatrice Margaret Christian Wrong (1887–1948); de l'historien et universitaire d'Oxford et Magdalene College, Edward Murray Wrong (1889–1928); de l'officier de l'armée britannique, Harold Verschoyle Wrong (né en 1891, tué au combat le 1er juillet 1916 à la bataille de la Somme) et d'Agnès Honoria Wrong (1903–1995).

## Postes diplomatiques
En avril 1927, il devient premier secrétaire de Vincent Massey, chef de l'ambassade du Canada à Washington, DC. Wrong se joint au nouveau ministère canadien des Affaires extérieures à peu près au même moment que d'autres futurs diplomates vedettes Lester B. Pearson, Norman Robertson (en) et Hugh Keenleyside ; cette extension est conçue par Oscar D. Skelton,. Wrong sert dans la Société des Nations et en 1938, il représente le Canada à la Conférence d'Évian.
En 1941, il se rend à Washington lorsque Leighton McCarthy est nommé ambassadeur, alors âgé de 71 ans. Cela fait de Hume le chef de facto de la délégation du Canada à Washington, exerçant des fonctions telles que la mise en œuvre de l'accord d'Ogdensburg.
Le placement de Clarence Decatur Howe au sein du Combined Production and Resources Board et d'autres sièges au Combined Food Board témoigne de la pratique du fonctionnalisme. Selon l'estimation de Jack Granatstein, « l'effort de guerre massif du Canada, associé à sa ferme défense du principe du fonctionnalisme, en a fait l'un des chefs de file des puissances moyennes pendant quelques années pendant et après la guerre ».
En 1946, Hume Wrong est nommé ambassadeur du Canada et il reste en poste jusqu'en 1953. Il est l'un des principaux architectes du Traité de l'Atlantique nord, qui donne naissance à l'OTAN. Plus tard, il devient le sous-secrétaire canadien des Affaires extérieures et est nommé sous-secrétaire à l'OTAN, mais il est décédé avant d'avoir pu occuper le poste.
Wrong est enterré au cimetière Maclaren (en) à Wakefield, au Québec, avec ses collègues diplomates et amis Norman Robertson (en) et Lester B. Pearson. Il est le père du sociologue Dennis Wrong (en) et le grand-père du réalisateur de documentaires Terence Wrong.